# Россия (культурный центр, Глазов)
Культу́рный центр «Росси́я» — досуговый центр Глазова, расположенный в одном из старейших культурных сооружений, построенном в стиле сталинского ампира 1950-х годов.

## История
Датой основания культурного центра считается 9 декабря 1946 года, когда был сформирован профклуб на базе патронного завода. В 1951 году по проекту архитектора М. В. Братцева был построен Дворец культуры ЧМЗ им. И. В. Сталина, открытие состоялось 7 ноября 1951 года.
В 1952 году в ведении ДК появилась киноустановка «Родина». В 1953 году ДК получил статус Парка культуры и отдыха. В середине 1950-х годов был переименован в ДК ОЗК-17.
После открытия ДК на примыкающей к нему площади со стороны ул. Советской стоял памятник И. В. Сталину. В 1962 году на площади около Дворца культуры был установлен бронзовый памятник В. И. Ленину, являющийся памятником архитектуры регионального значения.
В 1976 году получил название Дворец культуры «Россия». В 2006 году Парк культуры и отдыха им. М. Горького был присоединён к ОКЦ «Россия». С 2012 года учреждение называется «Муниципальное бюджетное учреждение культуры Культурный центр „Россия“».

## Деятельность
Основными направлениями работы центра являются развитие художественного творчества, пропаганда национальной культуры и организация досуга населения Глазова. В центре работают 39 клубных формирований, в том числе 27 коллективов народного творчества, из которых 11 носят звание «народный» и «образцовый».

## Галерея

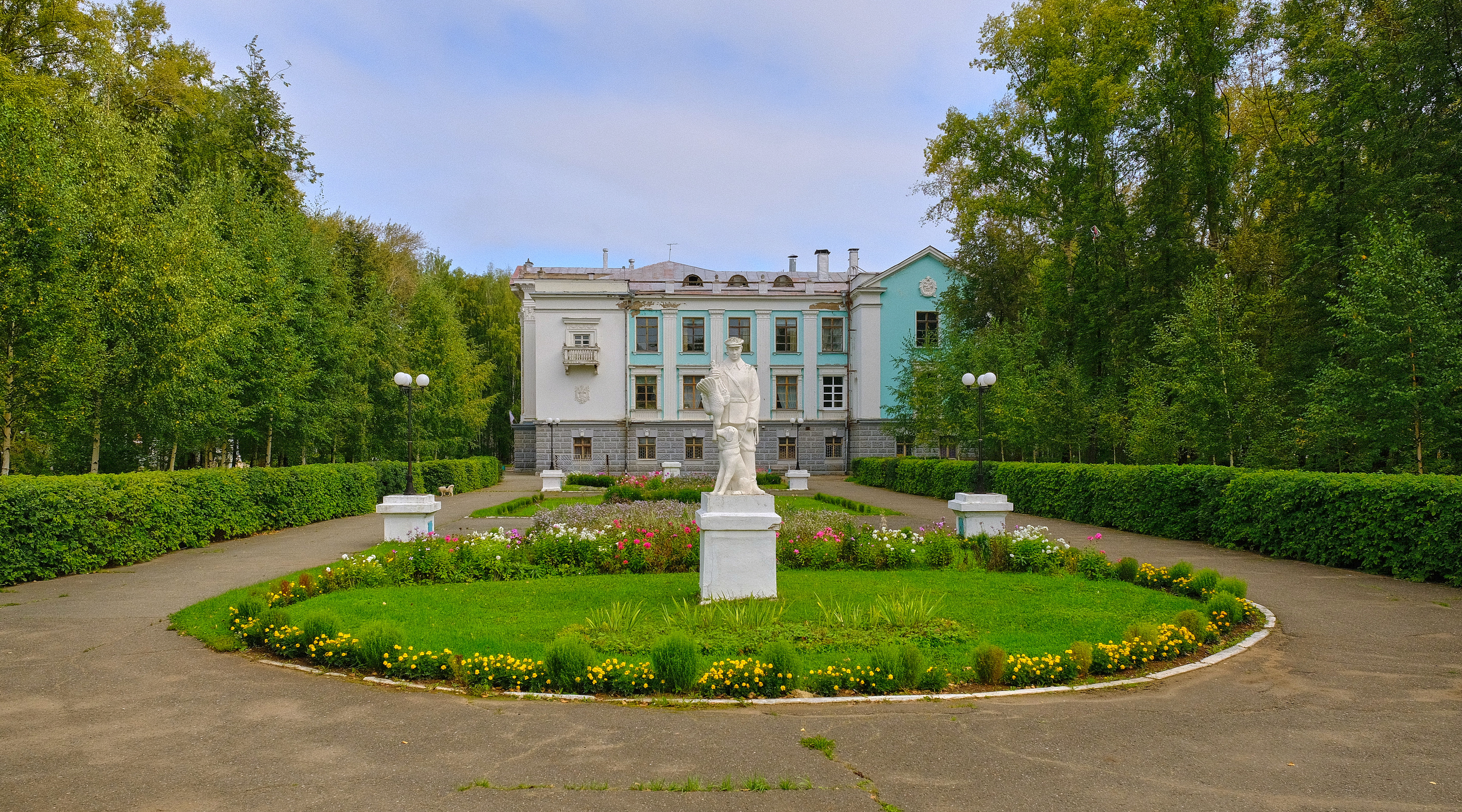
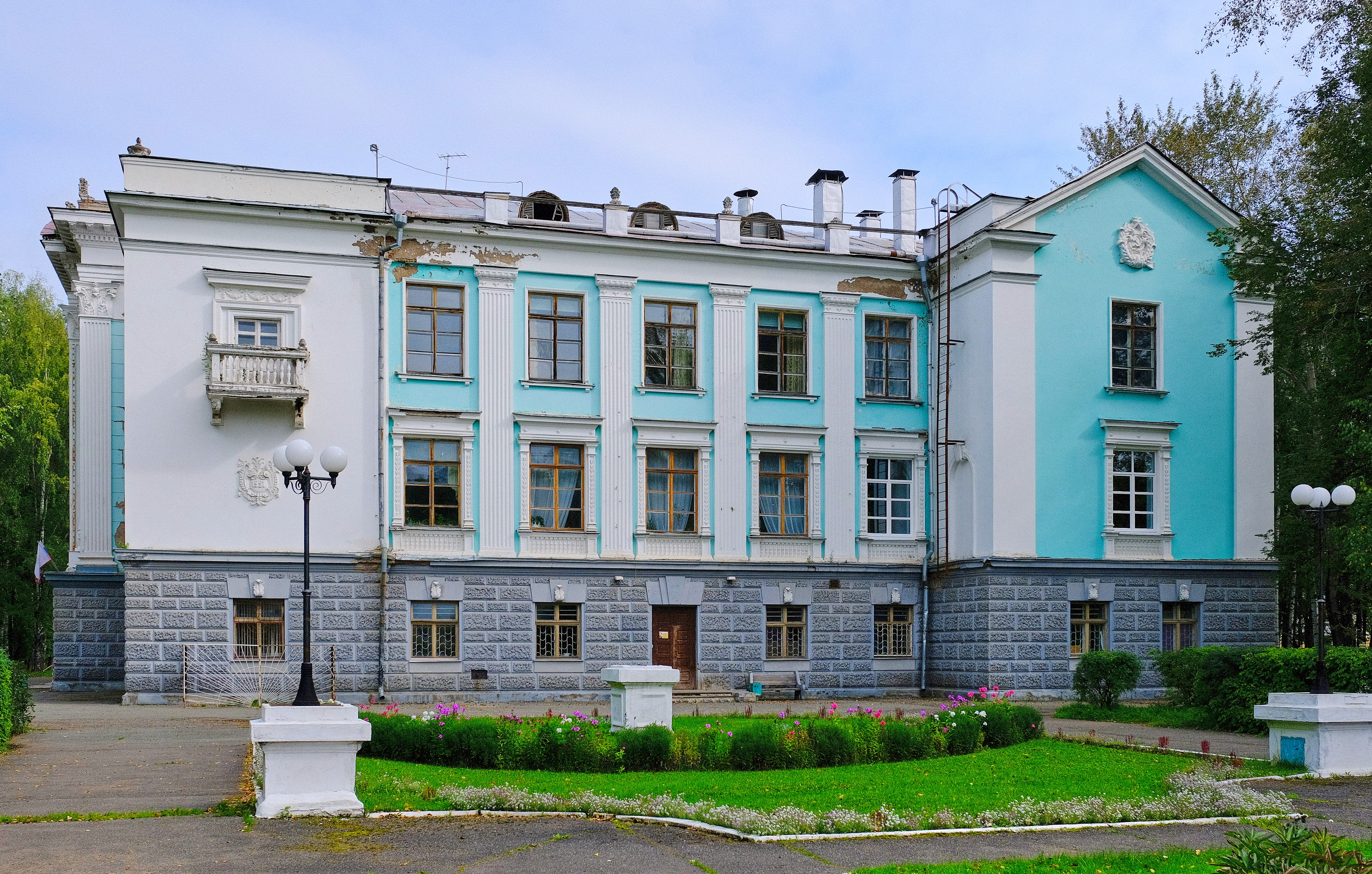
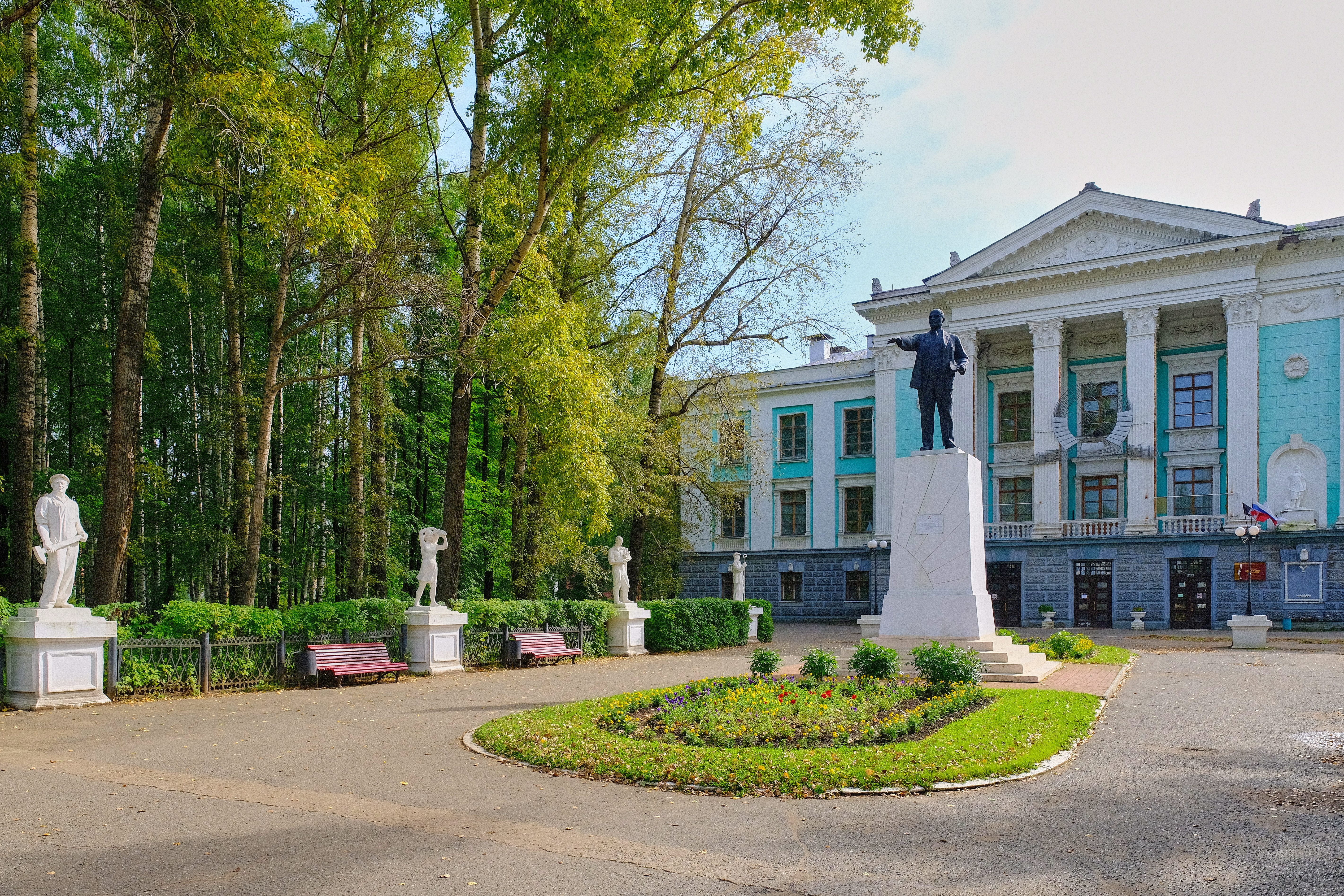
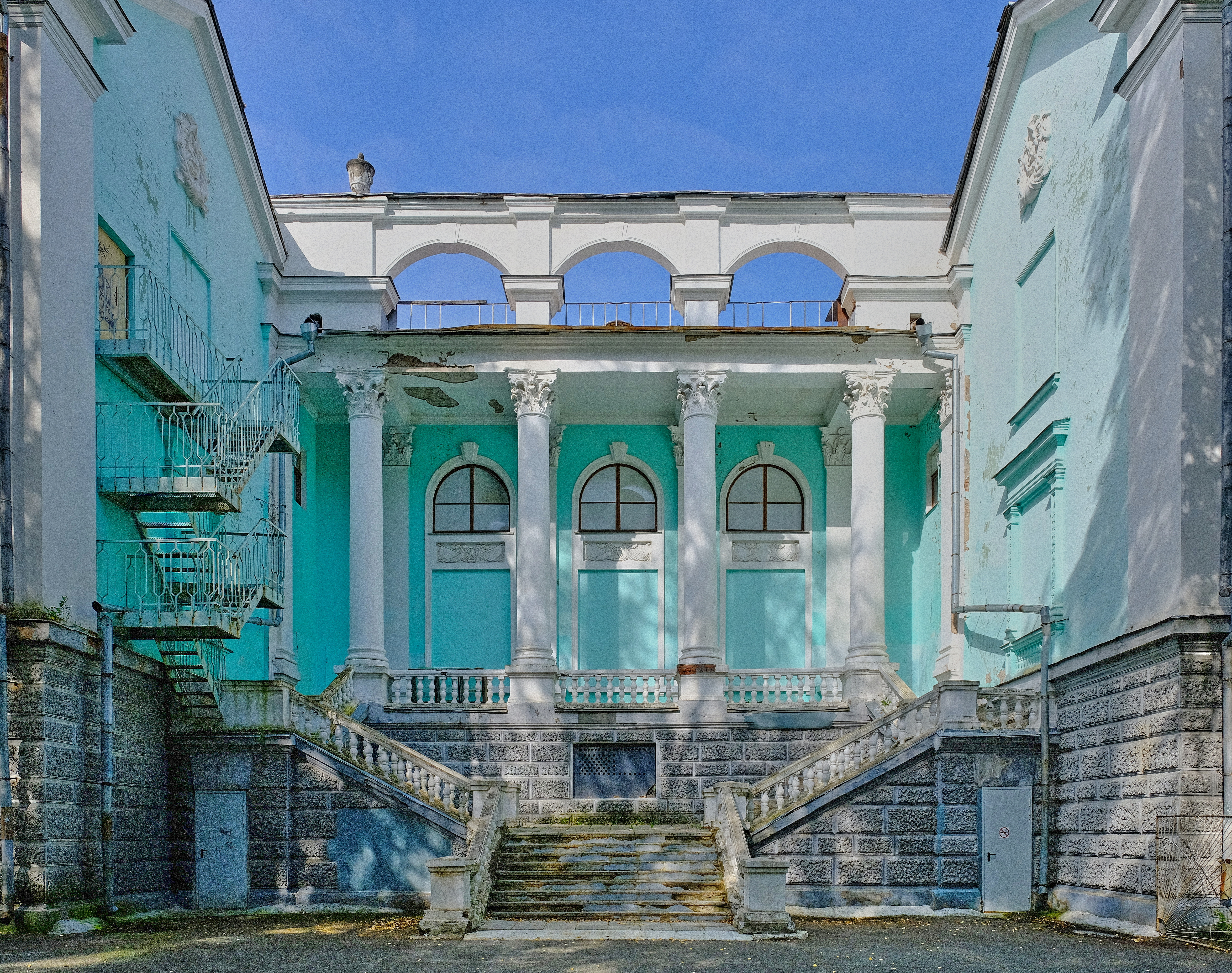
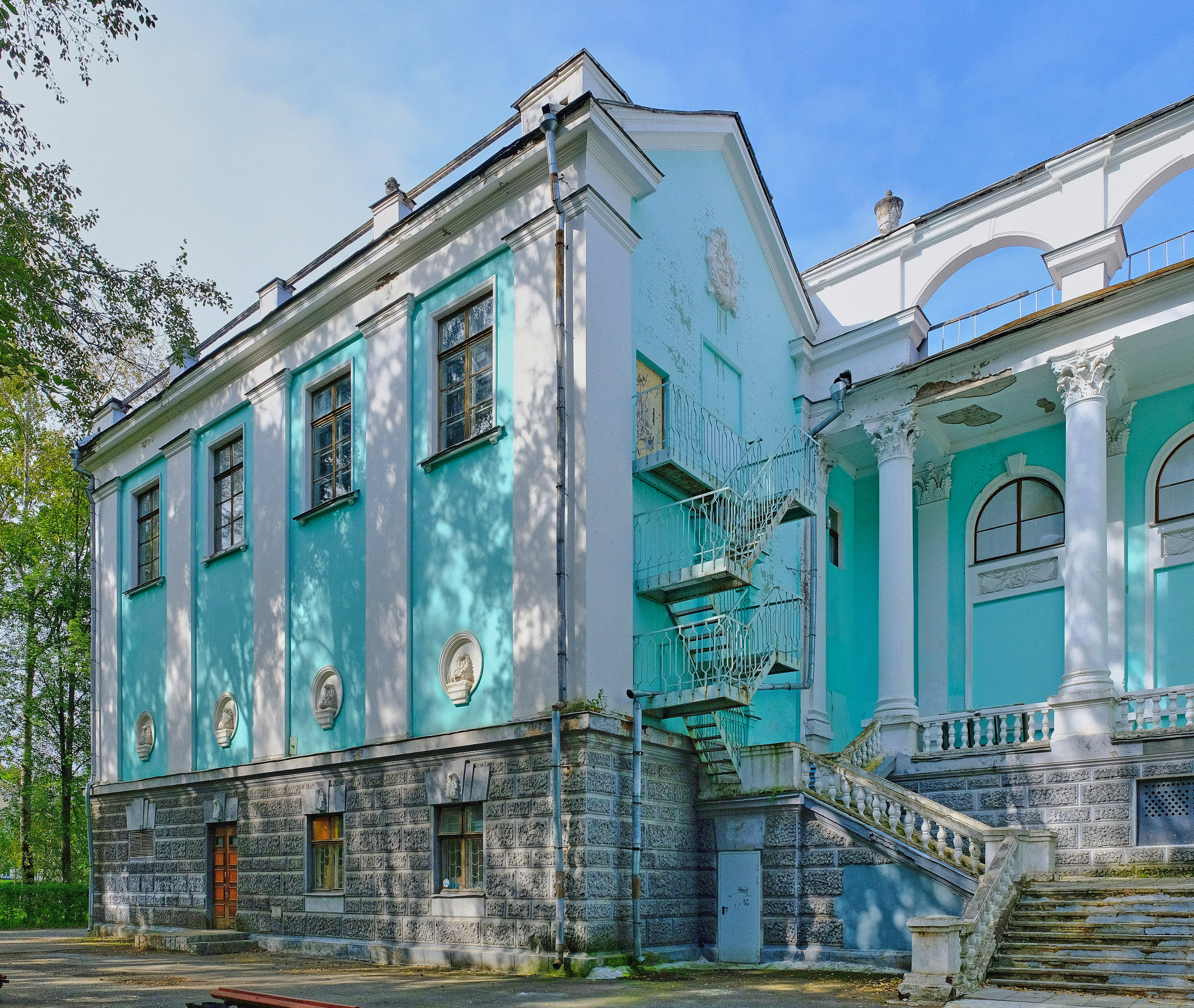
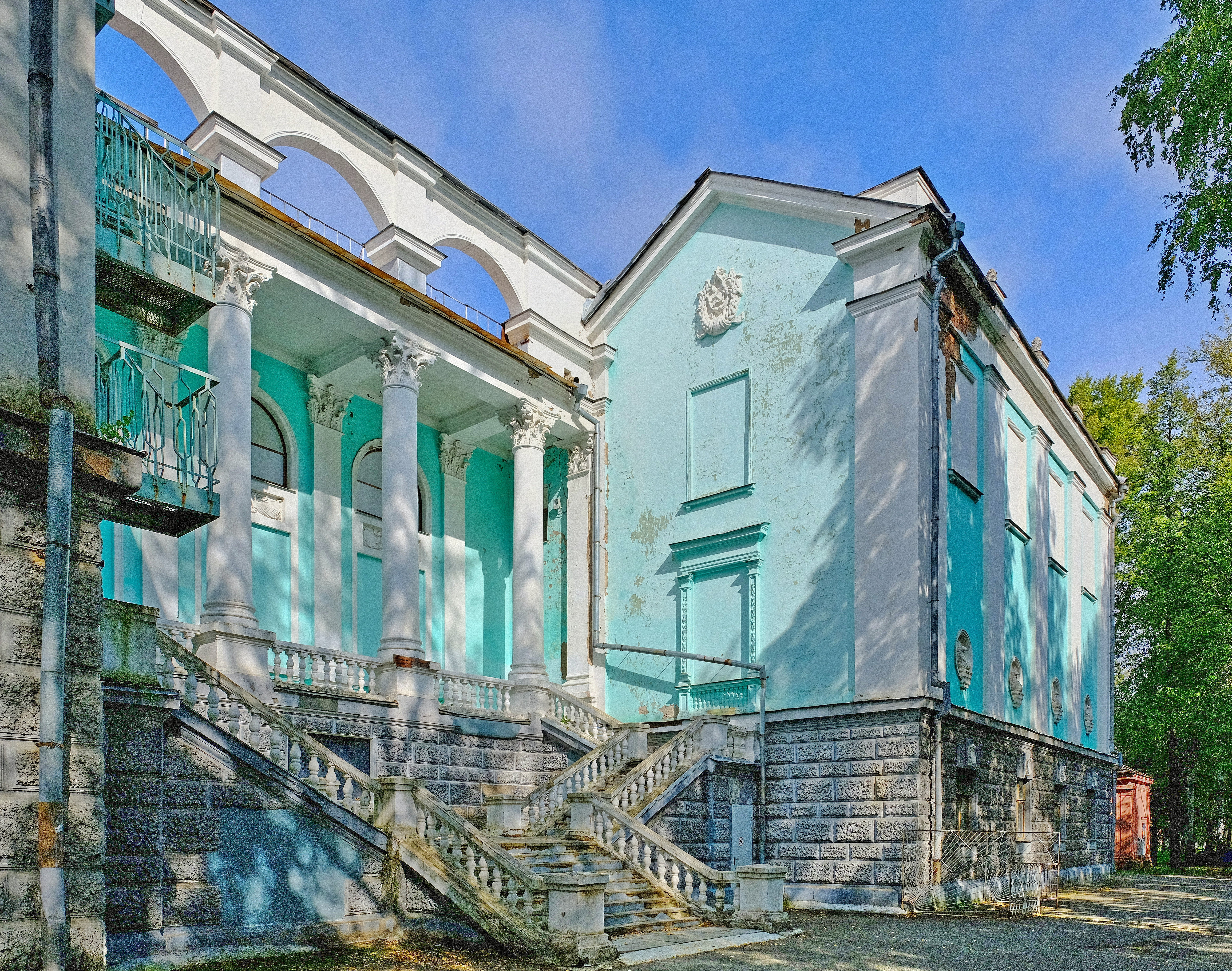
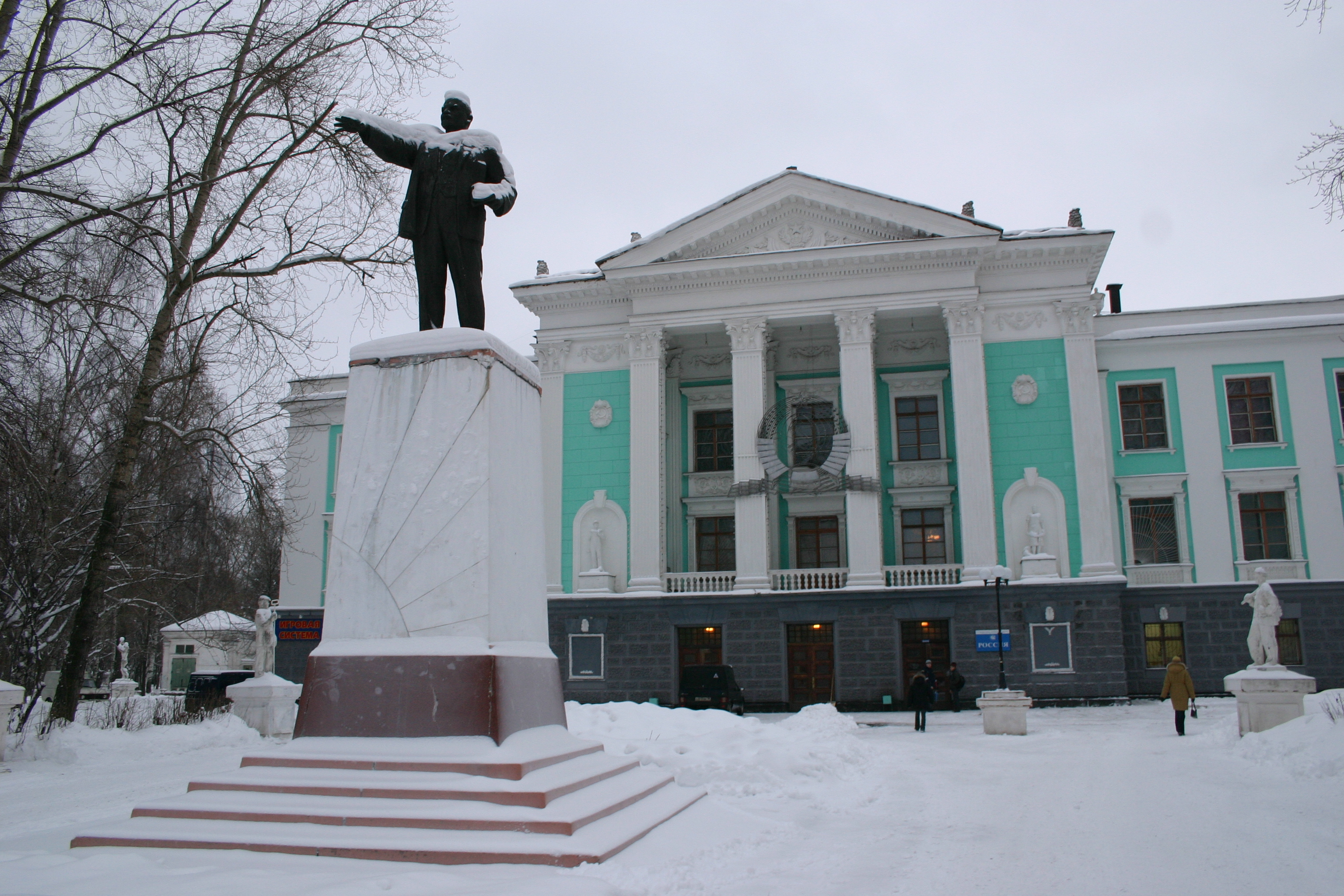